# Rebirth of Mothra
Rebirth of Mothra, Japanse titel Mothra (モスラ, Mosura), is een Japanse kaijufilm uit 1996. Het is de eerste uit een trilogie van films gebaseerd op Mothra. De regie was in handen van Okihiro Yoneda.

## Verhaal
Miljoenen jaren geleden arriveerde een monster genaamd Death Ghidorah (Desghidorah) op de prehistorische aarde met de intentie deze te vernietigen. Hij roeide met succes de dinosauriërs uit, maar werd tegengewerkt door een ras van enorme vlinders. Deze vlinders waren de beschermers van een ras genaamd de Elias, kleine humanoïde wezens. Death Ghidorah werd verslagen en opgesloten in de aarde, maar tegen deze tijd had het gevecht al zijn tol geëist. Slechts drie Elias overleefden de vernietiging: Moll, Lora, en Belvera. Belvera werd corrupt en kwaadaardig door het uitsterven van haar ras. De andere twee bleven samen met Mothra, de laatste van de enorme vlinders, achter op aarde.
In 1997 legt Mothra een ei om haar voortbestaan te verzekeren. Rond dezelfde tijd ontdekken een paar mensen de ondergrondse gevangenis van Death Ghidorah. Belvera maakt hiervan gebruik om Death Ghidorah vrij te laten en met hem de planeet alsnog te vernietigen. De andere twee Elias reopen Mothra op om Death Ghidorah te stoppen. Mothra is echter te zwak om Death Ghidorah te verslaan. Tijdens het gevecht komt Mothra’s ei uit, en de larve die eruit komt probeert het tij te keren door Ghidorah in te spinnen. Dit werkt averechts, en Mothra moet haar gevecht staken om haar larve in veiligheid te brengen. Niet lang daarna sterft ze aan haar verwondingen en ouderdom.
De larve, die al snel de naam Mothra Leo krijgt, verpopt zich tot zijn volwassen vorm. Vervolgens neemt hij Mothra’s plaats in als beschermer van de aarde, en gaat zelf het gevecht met Death Ghidorah aan. Mothra Leo is een stuk sterker dan Mothra, en slaagt erin om Death Ghidorah weer op te sluiten.

## Rolverdeling
| Acteur            | Personage |
| ----------------- | --------- |
| Megumi Kobayashi  | Moll      |
| Sayaka Yamaguchi  | Lora      |
| Aki Hano          | Belvera   |
| Kazuki Futami     | Taiki     |
| Maya Fujisawa     | Wakaba    |
| Kenjiro Nashimoto | Mr. Goto  |
| Hitomi Takahashi  | Mrs. Goto |

## Trivia
- De film werd in Amerika uitgebracht door Tristar. De Amerikaanse versie is 1 minuut korter dan de Japanse.
- Dit was de tweede film over Mothra.